# Pločnik (Prokuplje)
Pour les articles homonymes, voir Pločnik.
Pločnik (en serbe cyrillique : Плочник) est un village de Serbie situé dans la municipalité de Prokuplje, district de Toplica. Au recensement de 2011, il comptait 115 habitants.

## Histoire
Sur le territoire du village se trouve le site archéologique de Pločnik, inscrit sur la liste des sites archéologiques protégés de la république de Serbie (identifiant no AN 164).

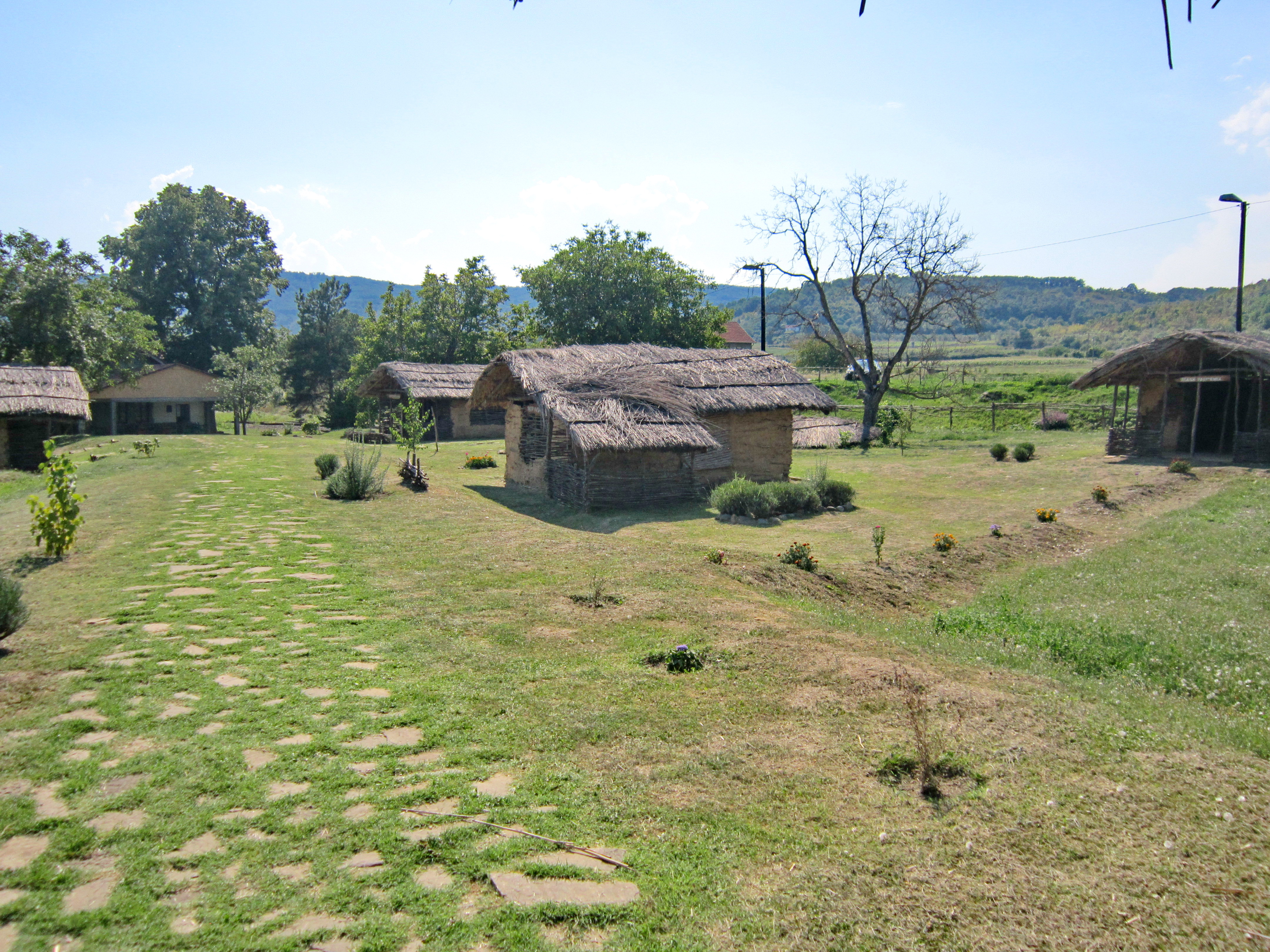
Vue du site
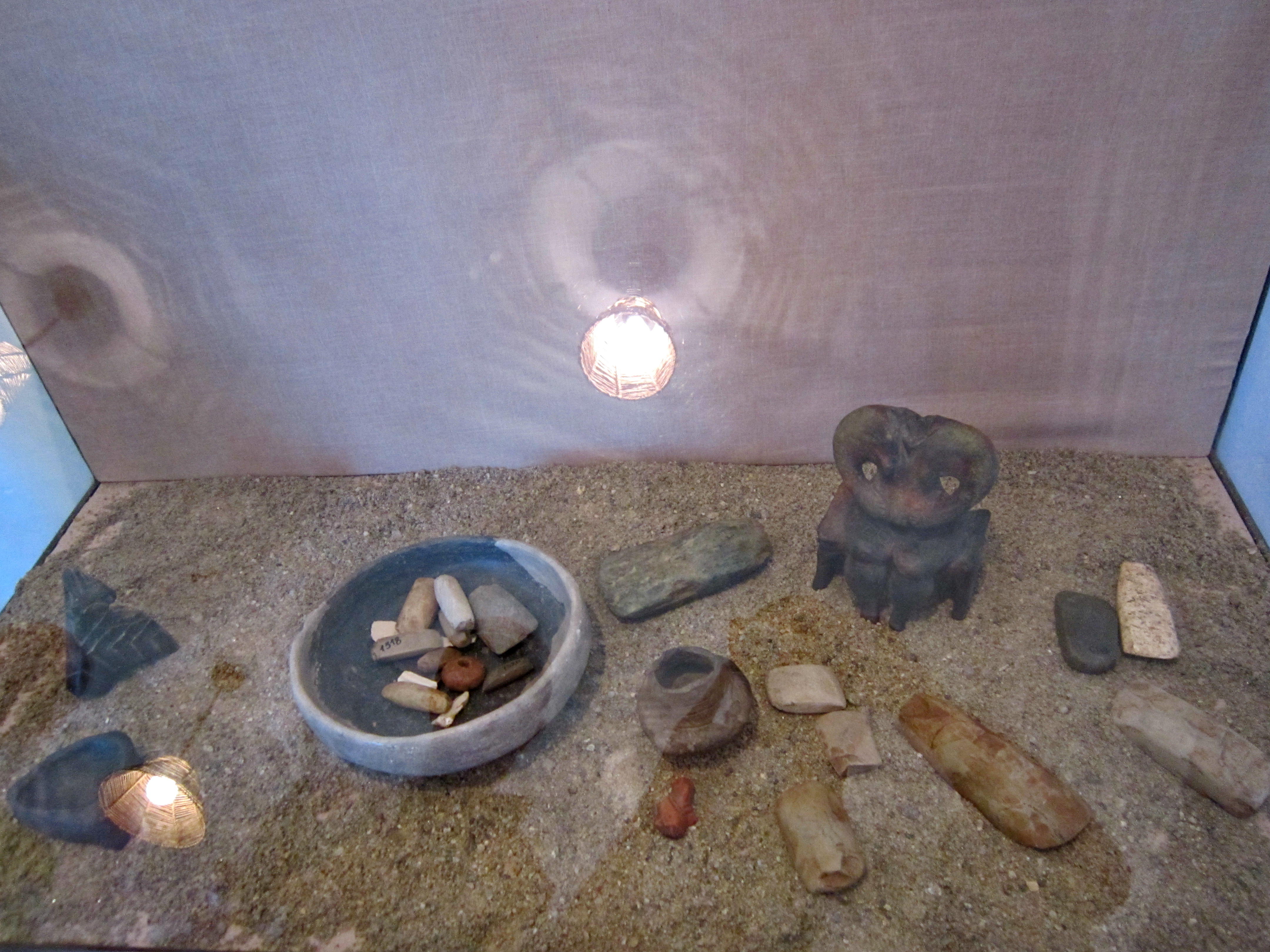
Découvertes sur le site
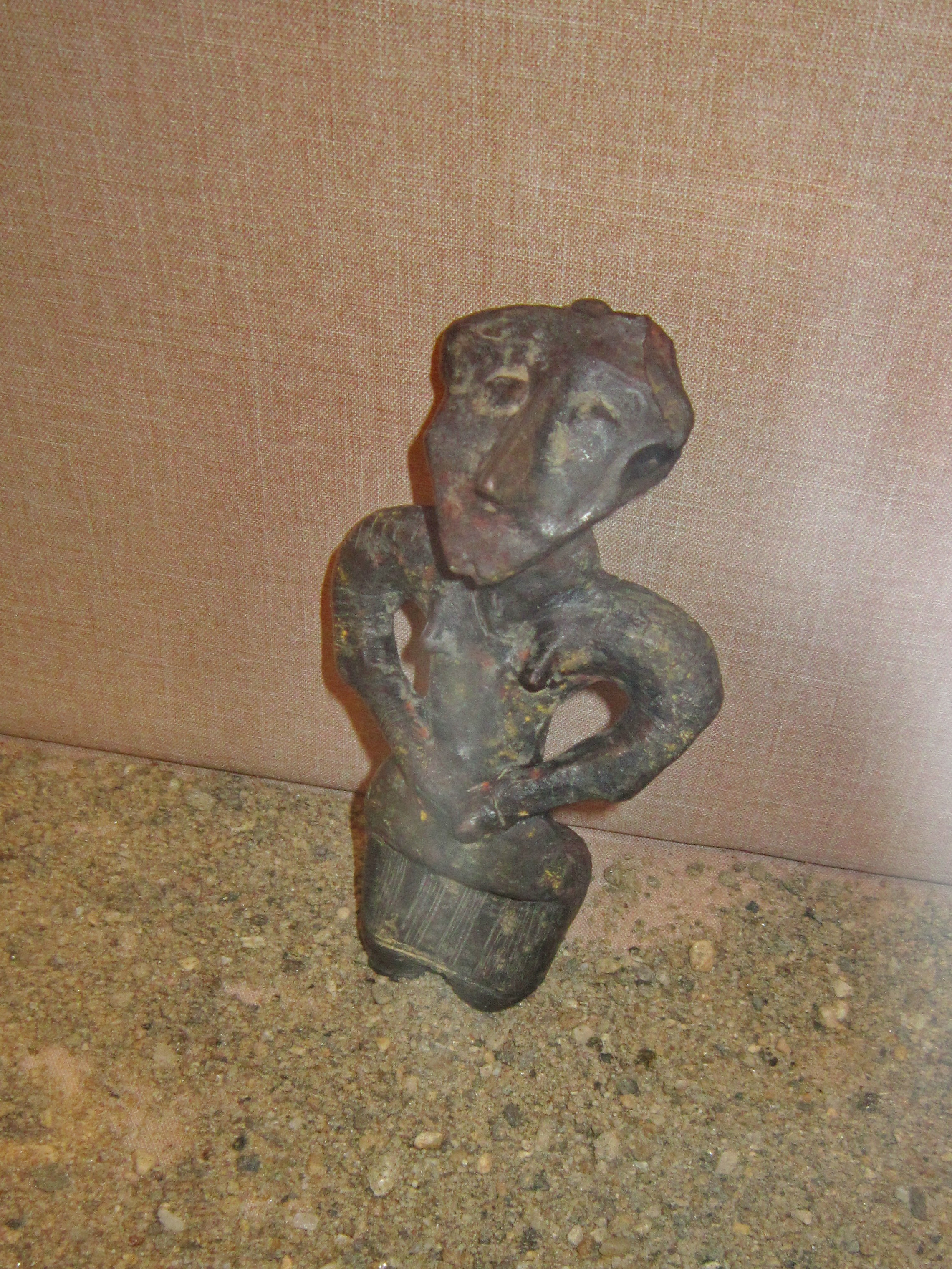
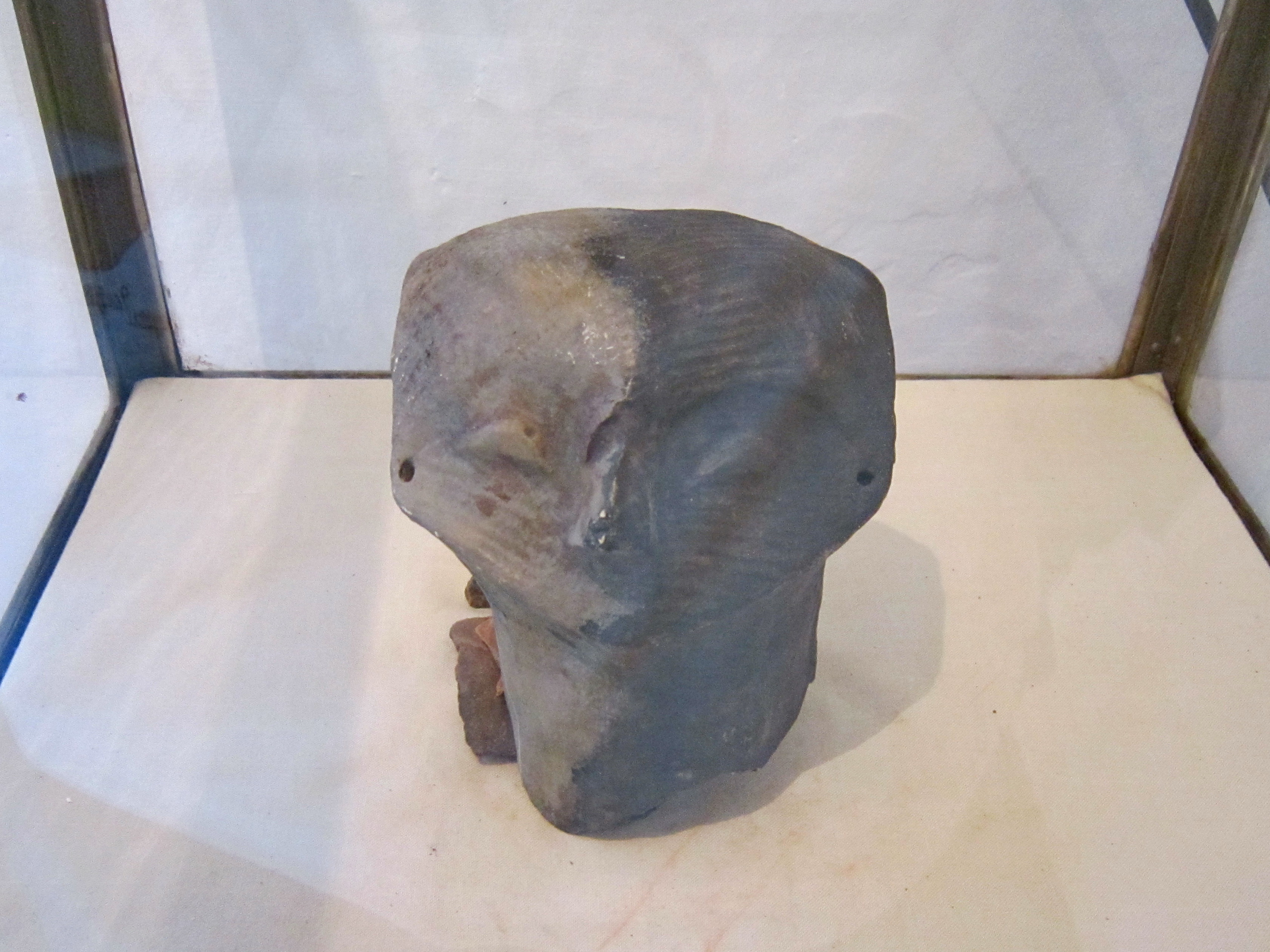

## Démographie
| 1948 | 1953 | 1961 | 1971 | 1981 | 1991 | 2002 | 2011 |
| ---- | ---- | ---- | ---- | ---- | ---- | ---- | ---- |
| 598  | 633  | 585  | 458  | 326  | 236  | 182  | 115  |

|  |